# New Amsterdam (Guyana)
New Amsterdam (niederländisch Nieuw Amsterdam) ist eine Stadt in der Region East Berbice-Corentyne in Guyana. Sie liegt 100 Kilometer von der Hauptstadt Georgetown entfernt und ist mit 17.329 Einwohnern eine der größten Städte des Landes. Sie liegt etwa sechs Kilometer flussaufwärts vom Atlantischen Ozean an der Mündung des Berbice auf seiner rechten, östlichen Seite. Sie liegt zudem unmittelbar südlich der Mündung des Canje-Flusses.
In der Stadt gibt es eine anglikanische Kathedrale.

## Geschichte
New Amsterdam war ursprünglich ein niederländisches Dorf am Fort Nassau. Es wurde um 1740 unter dem Namen Fort Sint Andries gegründet. Das erste Nieuw Amsterdam, wie es damals genannt wurde, lag noch etwa 90 Kilometer flussaufwärts des Berbice auf der rechten Seite. 1790 war es Sitz der niederländischen Verwaltung in Guyana, 1803 wurde es von den Briten übernommen. 1831 verlor es seinen Status als Hauptstadt.

## Wirtschaft
New Amsterdam ist ein wirtschaftliches Zentrum der Küstenlandwirtschaft Guyanas mit dem Anbau von Zuckerrohr und Reis sowie Viehzucht.

## Städtepartnerschaft
Seit 1996 ist Midland im US-amerikanischen Bundesstaat Texas Partnerstadt von New Amsterdam.

## In New Amsterdam geboren
- Edgar Mittelholzer (1909–1965), Schriftsteller
- Wilson Harris (1921–2018), Schriftsteller
- Shridath Ramphal (1928–2024), Politiker und Generalsekretär des Commonwealth of Nations
- Errol Trotman-Harewood (* 1955), Schauspieler
- Howard Eastman (* 1970), Profiboxer im Mittelgewicht

## Nachweise
1. ↑  citypopulation: Guyana, abgerufen am 20. November 2017.